# Ochrona lasu
Ochrona lasu jest dziedziną nauki wykorzystującą praktyczną wiedzę leśną o sposobach, środkach i czynnościach mających na celu zapewnienie lasom bezpieczeństwa i stworzenia warunków do prawidłowego wzrostu i rozwoju. 
Zadaniem ochrony lasu, poza dokładnym poznaniem czynników chorobotwórczych, jest badanie przyczyn powstawania chorób lasu, opracowywanie sposobów likwidacji potencjalnych źródeł chorób lasu, prowadzenie profilaktyki i terapii leśnej. 
Ochrony lasu nie można rozpatrywać jako osobnej dziedziny nauki i w oderwaniu od innych działów wiedzy o gospodarce leśnej. Ochrona lasu wiąże się ściśle z typologią leśną, ekologią, urządzaniem lasu, hodowlą, użytkowaniem i łowiectwem. W ramach ochrony lasu znajduje się również ogólnie pojęta ochrona przyrody.